# Parascaptia
Parascaptia is een geslacht van vlinders van de familie spinneruilen (Erebidae), uit de onderfamilie Arctiinae.

## Soorten
- P. biplagata Bethune-Baker, 1908
- P. insignifica Rothschild, 1916
- P. trifasciata Rothschild, 1912